# Le Donjon
Le Donjon település Franciaországban, Allier megyében. Lakosainak száma 1011 fő (2022. január 1.). Le Donjon Bert, Lenax, Liernolles, Loddes, Montcombroux-les-Mines, Neuilly-en-Donjon és Saint-Didier-en-Donjon községekkel határos.

## Népesség
A település népességének változása:
| Lakosok száma | 1512 | 1366 | 1258 | 1102 | 1082 | 1070 | 1069 | 1065 | 1046 | 1011 |
|               | 1968 | 1982 | 1990 | 2006 | 2013 | 2015 | 2017 | 2019 | 2020 | 2022 |